# Euxoa nomas
Euxoa nomas là một loài bướm đêm thuộc họ Noctuidae. Nó được tìm thấy ở British Columbia và Alberta.